# Kriiva
Kriiva es una aldea situada en el municipio de Setomaa, en el condado de Võru, Estonia. Tiene una población estimada, en 2021, de 5 habitantes.
Está ubicada al este del condado, cerca de la orilla sudoccidental del lago Peipus y de la frontera con Rusia.